# Публичный долг
Публичный долг (англ. Public debt) — долговые обязательства публично-правовых образований перед своими кредиторами.
Составная понятия — «публичный», в смысле общественный, отражает две стороны этого кредита. Во-первых, субъектами данного кредита выступают публичные образования: государство, субъекты федеративного государства, муниципальные образования. Во-вторых, кредиты осуществляются в «публичных интересах», то есть в интересах общества.
В России в зависимости от заемщика публичный долг подразделяется на:
- государственный долг Российской Федерации;
- государственный долг субъекта РФ;
- муниципальный долг.